# Jakovlje
Jakovlje je vesnice a správní středisko stejnojmenné opčiny v Chorvatsku v Záhřebské župě. Nachází se asi 15 km severovýchodně od Zaprešiće a asi 30 km severozápadně od centra Záhřebu. V roce 2011 žilo v Jakovlje 2 572 obyvatel, v celé opčině pak 3 930 obyvatel.
Součástí opčiny jsou celkem 3 trvale obydlené vesnice.
- Igrišće – 731 obyvatel
- Jakovlje – 2 572 obyvatel
- Kraljev Vrh – 627 obyvatel

Blízko opčiny prochází dálnice A2, na níž se nachází stejnojmenná odpočívka Jakovlje.